# Nelsonia smithii
Nelsonia smithii là một loài thực vật có hoa trong họ Ô rô. Loài này được Anders Sandoe Oersted mô tả khoa học đầu tiên năm 1854.

## Phân bố
Loài này phân bố tại vùng nhiệt đới châu Phi và Madagascar.